# Marc Revoul
Marc Revoul (né le 24 août 1957 à Antibes) est un coureur cycliste français.

## Biographie
Il est membre de l'équipe Miko-Mercier-Hutchinson entre 1980 et 1981.

## Palmarès
- Amateur
  - 1974-1979 : 40 victoires

- 1981
  - Circuit du Sud-Est

## Résultats sur les grands tours

### Tour d'Espagne
1 participation 
- 1981 : 40e